# Chromatomyia alpigenae
Chromatomyia alpigenae este o specie de muște din genul Chromatomyia, familia Agromyzidae, descrisă de Friedrich Georg Hendel în anul 1925.
Este endemică în Austria. Conform Catalogue of Life specia Chromatomyia alpigenae nu are subspecii cunoscute.